# 브리지OS
브리지OS(bridgeOS)는 애플이 하드웨어 전용으로 개발하고 개발한 임베디드 운영체제이다. 브리지OS는 T 시리즈 애플 실리콘 프로세서에서 실행되며 "터치 바"(Touch Bar)라고 불리는 OLED 터치스크린 스트립과 시큐어 인클레이브(Secure Enclave)의 암호화된 데이터 관리, 장치 카메라의 게이트키퍼 및 비디오 코덱 역할을 포함한 여러 기타 기능을 작동한다. 브리지OS는 애플의 watchOS를 크게 수정한 버전이다.